# Herlen
Herlen ist ein Ortsteil im Stadtteil Bärbroich von Bergisch Gladbach.

## Geschichte
Der Name Herlen geht zurück auf den im Urkataster eingetragenen Flur- bzw. Siedlungsnamen „Auf der Herlen“. Die Hofgründung reicht zurück bis in die Frühe Neuzeit nach 1500. Nach der mittelhochdeutschen Etymologie bedeutet herl =Flachsbüchel, oder herline =Kreuzkraut.